# Hemibagrus sabanus
Hemibagrus sabanus är en fiskart som först beskrevs av Robert F. Inger och Chin, 1959.  Hemibagrus sabanus ingår i släktet Hemibagrus och familjen Bagridae. Inga underarter finns listade i Catalogue of Life.